# カラクール

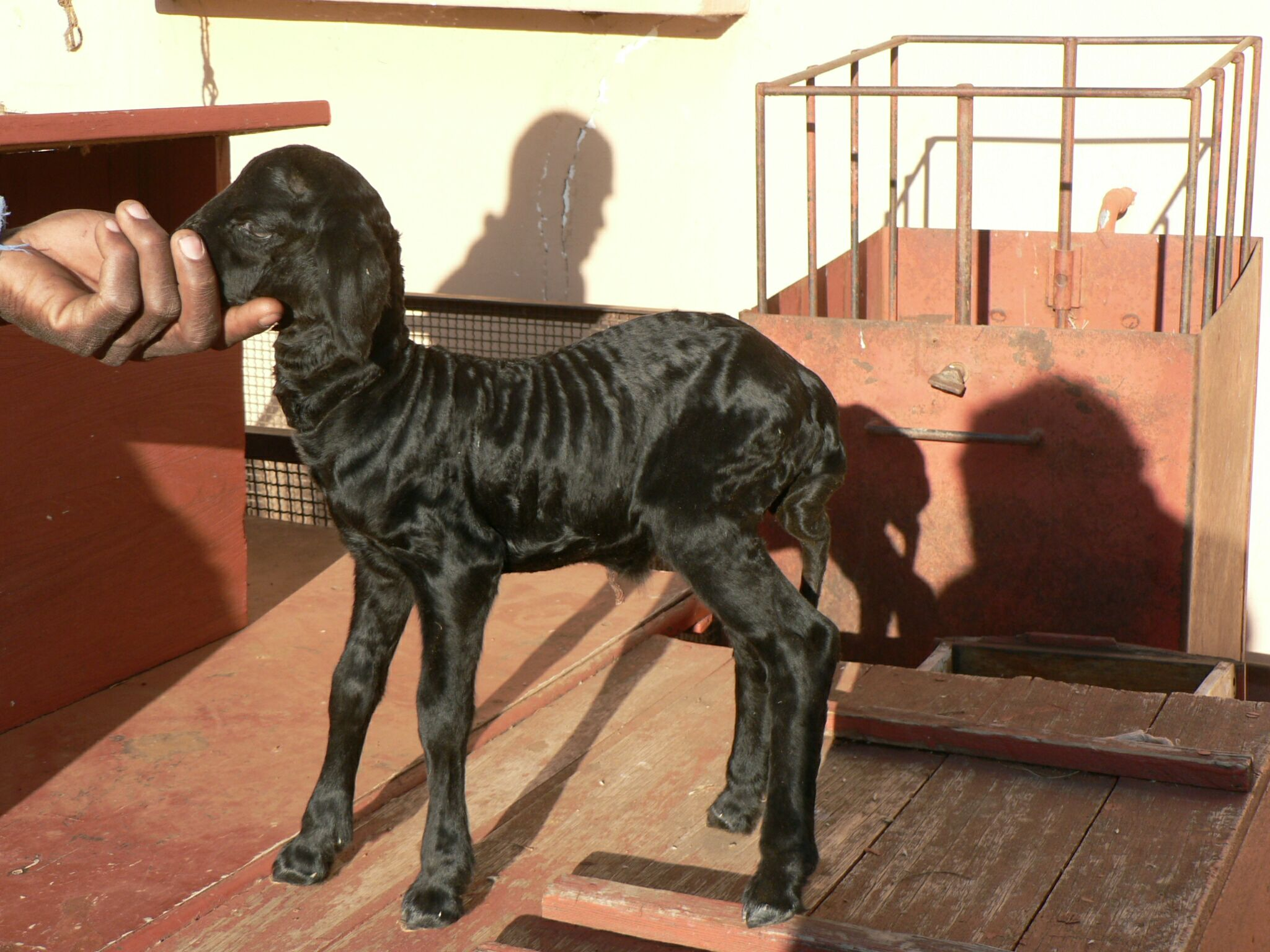
カラクール・ラム。カラクール原産の羊の中でも、生後まもなくの子羊の毛は黒くて光沢があり珍重される

カラクール（カラク、karakul, carakul, QaraQul）は、中央アジア原産のヒツジの品種である。ウズベキスタン・ブハラ州の村の名前に由来（カラクールとはテュルク系の言語において「黒い湖」の意）する。生後間もない子羊あるいは胎仔の毛皮がアストラカンと呼ばれる漆黒の高級毛皮として世界的に有名である。転じて、羊の高級な毛皮の通称にもなっている。
乾燥や酷寒・酷暑に耐え、寄生虫にも強い。世界最古の家畜ヒツジの一種と考えられている。成年期には灰褐色の毛で被われるが、頭部や四肢は生まれた直後のままで、黒毛のほか粕毛、褐色、灰色、暗灰色などのものがおり、毛色により様々な呼び名で称される。高級毛皮で著名だが、乳や肉も用いられている。原産の中央アジアのほか、ドイツ人植民者が持ち込んだナミビア、南アフリカ、アメリカ、スペインなど世界中で飼育されている。
毛は光沢があり、縮れている。アストラカンとするには生後数日以内に毛皮を採取しなければならない。胎児または生後まもなくの子羊を特にカラクール・ラムと呼ぶ。非常に高級な毛皮とされている。